# 茹埃 (维埃纳省)
茹埃（法語：Jouhet，法語發音：[ʒu.ɛ]）是法国新阿基坦大区维埃纳省的一个市镇，位于该省东南部，属于蒙莫里永区。

## 地理
茹埃（46°29'28"N, 0°50'22"E）面积25.53 平方千米，位于法国新阿基坦大区维埃纳省，该省份为法国中西部省份，北起曼恩-卢瓦尔省和安德尔-卢瓦尔省，西接德塞夫勒省，南至夏朗德省，东南接上维埃纳省，东临安德尔省。
与茹埃接壤的市镇（或旧市镇、城区）包括：昂蒂尼、安斯、茹尔内、莱涅叙方丹、蒙莫里永、潘德赖。

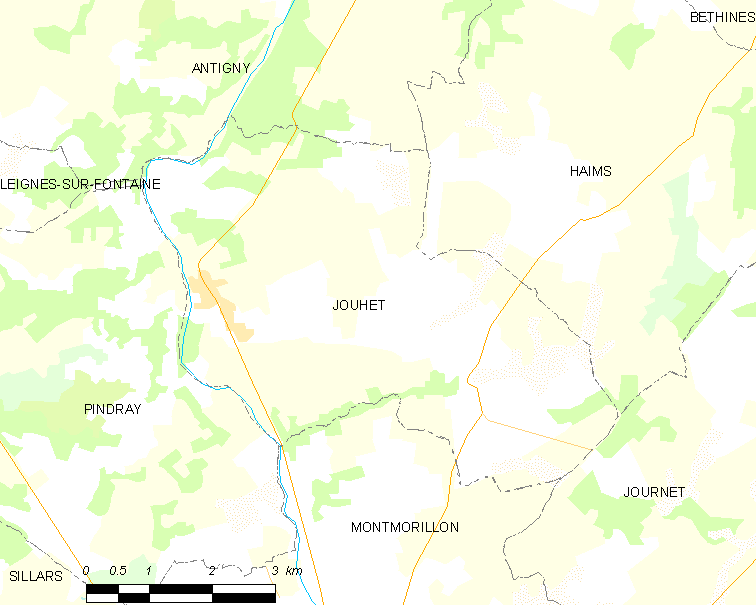
的OSM定位图

茹埃的时区为UTC+01:00、UTC+02:00（夏令时）。

## 行政
茹埃的邮政编码为86500，INSEE市镇编码为86117。

## 政治
茹埃所属的省级选区为蒙莫里永县。

## 人口

1962-2008年间人口变化图示

茹埃于2022年1月1日时的人口数量为510人。